# Mullus barbatus
Espèce
Le Rouget de vase (Mullus barbatus) est une espèce de poissons marins de la famille des Mullidae, également appelé Barbet, ou Rouget barbet. Le nom vernaculaire Rouget barbet est aussi employé pour Mullus surmuletus.

## Liste des sous-espèces
Selon WRMS :
- sous-espèce Mullus barbatus barbatus Linnaeus, 1758
- sous-espèce Mullus barbatus ponticus Essipov, 1927

## Répartition
Cette espèce est présente sur la façade est de l'Atlantique, du sud de l'Angleterre jusqu'au Maroc, ainsi que dans la quart nord-ouest de la Méditerranée.

## Habitat
Le Rouget de vase vit sur les fonds de graviers, sableux ou vaseux, à des profondeurs comprises entre 100 et 300 m.

## Alimentation
Le Rouget de vase se nourrit de crustacés benthiques, de vers polychètes et de mollusques.

## Pêche

### Tailles minimum de captures

#### Mailles légales pour la France
La maille du Rouget de vase, c'est-à-dire la taille légale de capture pour les pêcheurs amateurs et professionnels n'est pas fixée pour la Manche, l'Atlantique et la Mer du Nord. Pour la Méditerranée la maille légale est de 11 cm.
Ces « tailles minimum légales »(Archive.org • Wikiwix • Archive.is • Google • Que faire ?) sont fixées par l'arrêté du 16 juillet 2009 déterminant la taille minimale ou le poids minimal de capture et de débarquement des poissons et autres organismes marins ainsi que par de nombreux textes de référence édictés par la Communauté européenne.

#### Mailles biologiques
La maille biologique, c'est-à-dire la taille à laquelle 100 % des rougets barbets se sont reproduits, est de 12 cm.

## Synonymes
Ce taxon admet deux synonymes :
- Mullus ruber Lacepède, 1801
- Mullus barbatus barbatus (Linné, 1758), selon FishBase[4]

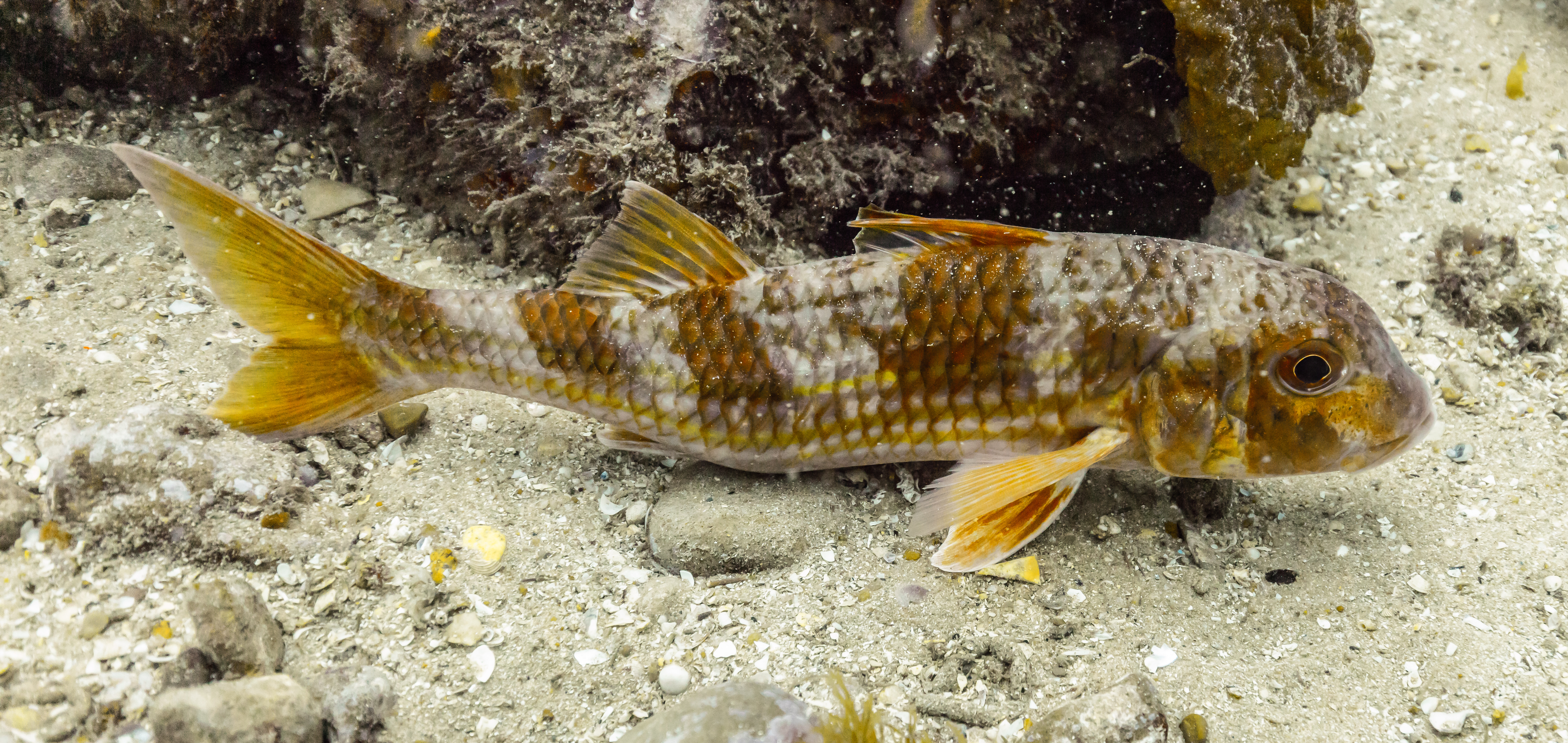
Un mullus barbatus ; sa longueur de 15cm, dans le parc naturel de l'Arrábida. Juillet 2020.